# Welsh av halvblodstyp
Welsh partbred eller welsh av halvblodstyp är inte en separat hästras utan beskriver snarare en typ av häst baserad på Welsh ponny eller Cob welshponny i varierande proportion ofta i kombination med arabiskt fullblod eller engelskt fullblod. Kommer från Storbritannien. Partbred är en sportigare större häst som finns i två varianter: small som är under ponnygränsen (148 centimeter) och large som går över gränsen. Det viktigaste för en welsh partbred är att de ska ha minst 12,5 procent welshblod i sig.
Från och med 2006 kan även korsningar mellan welshponny och welshponny av cobtyp, det vill säga korsningar mellan kategori B och C registreras som partbreds. 
Welsh partbred vinner alltmer erkännande som tävlingshästar i toppklass då de oftast är korsningar mellan welshponnyer av alla kategorierna och större atletiska raser som det engelska fullblodet eller olika varmblodshästar.